# Lenoxx
Lenoxx Electronics Corporation é uma empresa norte americana especializada em equipamentos eletrônicos.
A marca ficou famosa depois dos anos 1980 com a criação de um modelo de som stereo portátil (boombox).

## Produtos
- CD Players Portáteis
- DVD Players
- MP3 Players
- Câmeras Digitais
- TVS Portáteis
- Rádios AM/FM
- Rádios e Relógios Despertadores
- Telefones
- Grill e Sanduicheira

## No Brasil
Os produtos da empresa estão á venda no país desde 1992, em Novembro de 2004 foi inaugurada a fábrica da empresa no Brasil, situada no município de Lauro de Freitas, Bahia, e que faz parte da Região Metropolitana de Salvador.
A empresa possui redes autorizadas por todo território brasileiro, e escritório e central de atendimento em São Paulo.